# Campeonato Mundial de Basquetebol Masculino de 2010
O Campeonato Mundial de Basquetebol de 2010 foi realizado na Turquia de 28 de agosto a 12 de setembro de 2010. Foi organizado pela Federação Internacional de Basquetebol, a FIBA e pela federação local.
Pela terceira vez desde 1986, o torneio contou com 24 nações divididas em quatro grupos com seis seleções cada. Na primeira fase, os grupos foram divididos em quatro cidades diferentes. A partir das quartas-de-finais, os jogos foram realizados apenas em Istambul.

## Sedes
| Primeira fase                   | Primeira fase                                  | Primeira fase                   | Primeira fase                        | Fase final                          |
| ------------------------------- | ---------------------------------------------- | ------------------------------- | ------------------------------------ | ----------------------------------- |
| Ankara                          | Izmir                                          | Kayseri                         | Istambul                             | Istambul                            |
| Ankara Arena Capacidade: 10.339 | İzmir Halkapınar Sport Hall Capacidade: 10.000 | Kayseri Arena Capacidade: 7.200 | Abdi İpekçi Arena Capacidade: 10.500 | Sinan Erdem Dome Capacidade: 15.500 |
|                                 |                                                |                                 |                                      |                                     |

## Classificação

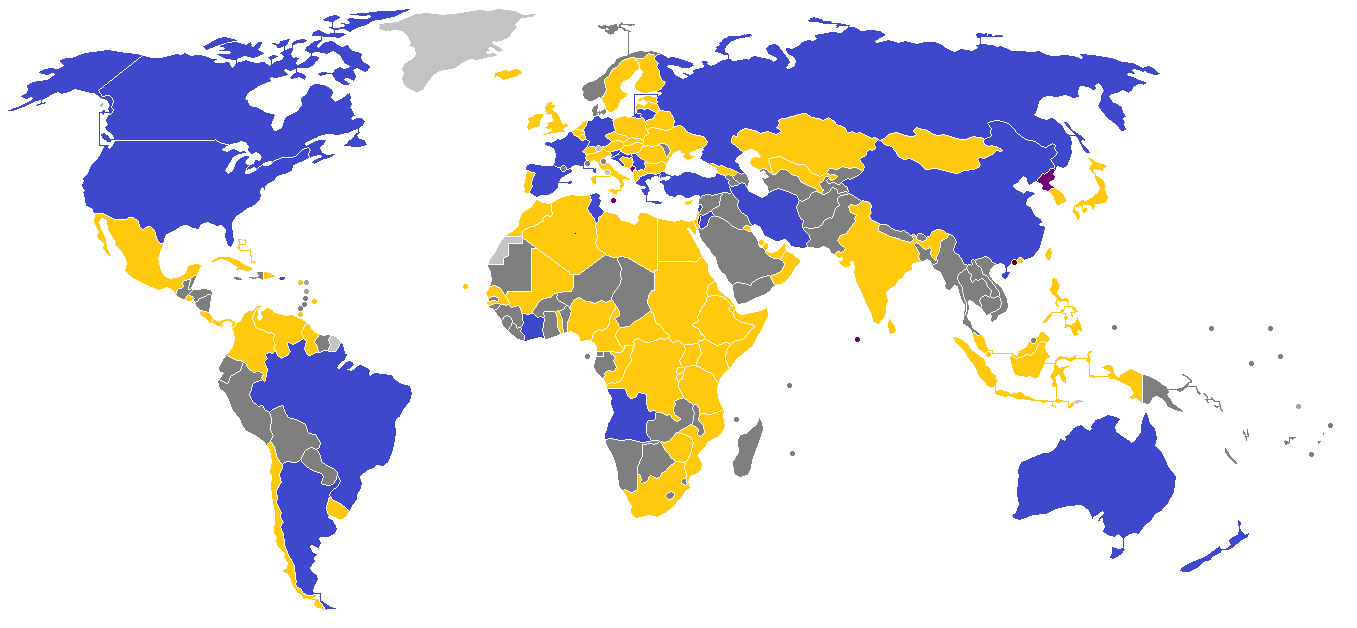
Mapa das equipes que participaram das eliminatórias para o Campeonato Mundial de 2010.
Classificados
Eliminados
Não participaram das eliminatórias
Não são países membros da FIBA

A Turquia se classificou por ser o país anfitrião e os Estados Unidos por serem os atuais campeões olímpicos. As demais vagas foram distribuídas através de torneios continentais como a Copa América de Basquetebol de 2009 que classificou Brasil, Porto Rico, Argentina e Canadá por exemplo, além de quatro convites que a FIBA distribui de acordo com o retrospecto das equipes nas últimas competições.
| FIBA África (3) - Angola - Costa do Marfim - Tunísia FIBA Ásia (3+1) - China - Irã - Jordânia - Líbano (Convidado) | FIBA Américas (4+1) - Argentina - Brasil - Canadá - Estados Unidos (Campeões olímpicos) - Porto Rico FIBA Oceania (2) - Austrália - Nova Zelândia | FIBA Europa (6+4) - Alemanha (Convidada) - Croácia - Eslovênia - Espanha - França - Grécia - Lituânia (Convidada) - Rússia (Convidada) - Sérvia - Turquia (País-sede) |  |

## Sorteio
O sorteio, realizado em 15 de dezembro de 2009, dividiu as equipes classificadas em seis blocos de quatro seleções cada.
| Pote 1                       | Pote 2                          | Pote 3                             | Pote 4                           | Pote 5                         | Pote 6                                  |
| ---------------------------- | ------------------------------- | ---------------------------------- | -------------------------------- | ------------------------------ | --------------------------------------- |
| EUA Argentina Espanha Grécia | Sérvia Eslovênia França Turquia | Brasil Porto Rico Canadá Austrália | Croácia Rússia Lituânia Alemanha | Nova Zelândia China Irã Angola | Jordânia Líbano Tunísia Costa do Marfim |

## Primeira Fase

### Grupo A (Kayseri)
| Pos. | Seleção   | Pts | J | V | D | PM  | PS  | Dif  | CD  |
| ---- | --------- | --- | - | - | - | --- | --- | ---- | --- |
| 1    | Sérvia    | 9   | 5 | 4 | 1 | 465 | 356 | +109 | 1–0 |
| 2    | Argentina | 9   | 5 | 4 | 1 | 413 | 379 | +34  | 0–1 |
| 3    | Austrália | 8   | 5 | 3 | 2 | 381 | 341 | +40  |     |
| 4    | Angola    | 7   | 5 | 2 | 3 | 340 | 414 | -74  | 1–0 |
| 5    | Alemanha  | 7   | 5 | 2 | 3 | 378 | 402 | -24  | 0–1 |
| 6    | Jordânia  | 5   | 5 | 0 | 5 | 361 | 446 | -85  |     |

| 28 de agosto  |  |                |  |           |                        |
| Austrália     |  | 76 - 75        |  | Jordânia  | Kayseri Arena, Kayseri |
| Angola        |  | 44 - 94        |  | Sérvia    | Kayseri Arena, Kayseri |
| Alemanha      |  | 74 - 78        |  | Argentina | Kayseri Arena, Kayseri |
| 29 de agosto  |  |                |  |           |                        |
| Sérvia        |  | 81 - 82 (2 OT) |  | Alemanha  | Kayseri Arena, Kayseri |
| Jordânia      |  | 65 - 79        |  | Angola    | Kayseri Arena, Kayseri |
| Argentina     |  | 74 - 72        |  | Austrália | Kayseri Arena, Kayseri |
| 30 de agosto  |  |                |  |           |                        |
| Jordânia      |  | 69 - 112       |  | Sérvia    | Kayseri Arena, Kayseri |
| Austrália     |  | 78 - 43        |  | Alemanha  | Kayseri Arena, Kayseri |
| Angola        |  | 70 - 91        |  | Argentina | Kayseri Arena, Kayseri |
| 1 de setembro |  |                |  |           |                        |
| Sérvia        |  | 94 - 79        |  | Austrália | Kayseri Arena, Kayseri |
| Argentina     |  | 88 - 79        |  | Jordânia  | Kayseri Arena, Kayseri |
| Alemanha      |  | 88 - 92        |  | Angola    | Kayseri Arena, Kayseri |
| 2 de setembro |  |                |  |           |                        |
| Argentina     |  | 82 - 84        |  | Sérvia    | Kayseri Arena, Kayseri |
| Angola        |  | 55 - 76        |  | Austrália | Kayseri Arena, Kayseri |
| Jordânia      |  | 73 - 91        |  | Alemanha  | Kayseri Arena, Kayseri |

### Grupo B (Istambul)
| Pos. | Seleção        | Pts | J | V | D | PM  | PS  | Dif  |
| ---- | -------------- | --- | - | - | - | --- | --- | ---- |
| 1    | Estados Unidos | 10  | 5 | 5 | 0 | 455 | 331 | +124 |
| 2    | Eslovênia      | 9   | 5 | 4 | 1 | 393 | 376 | +17  |
| 3    | Brasil         | 8   | 5 | 3 | 2 | 398 | 354 | +44  |
| 4    | Croácia        | 7   | 5 | 2 | 3 | 395 | 407 | -12  |
| 5    | Irã            | 6   | 5 | 1 | 4 | 301 | 367 | -66  |
| 6    | Tunísia        | 5   | 5 | 0 | 5 | 300 | 407 | -107 |

| 28 de agosto   |  |          |  |                |                             |
| Tunísia        |  | 56 - 80  |  | Eslovênia      | Abdi İpekçi Arena, Istambul |
| Estados Unidos |  | 106 - 78 |  | Croácia        | Abdi İpekçi Arena, Istambul |
| Irã            |  | 65 - 80  |  | Brasil         | Abdi İpekçi Arena, Istambul |
| 29 de agosto   |  |          |  |                |                             |
| Croácia        |  | 75 - 54  |  | Irã            | Abdi İpekçi Arena, Istambul |
| Eslovênia      |  | 77 - 99  |  | Estados Unidos | Abdi İpekçi Arena, Istambul |
| Brasil         |  | 80 - 65  |  | Tunísia        | Abdi İpekçi Arena, Istambul |
| 30 de agosto   |  |          |  |                |                             |
| Eslovênia      |  | 91 - 84  |  | Croácia        | Abdi İpekçi Arena, Istambul |
| Tunísia        |  | 58 - 71  |  | Irã            | Abdi İpekçi Arena, Istambul |
| Estados Unidos |  | 70 - 68  |  | Brasil         | Abdi İpekçi Arena, Istambul |
| 1 de setembro  |  |          |  |                |                             |
| Croácia        |  | 84 - 64  |  | Tunísia        | Abdi İpekçi Arena, Istambul |
| Brasil         |  | 77 - 80  |  | Eslovênia      | Abdi İpekçi Arena, Istambul |
| Irã            |  | 51 - 88  |  | Estados Unidos | Abdi İpekçi Arena, Istambul |
| 2 de setembro  |  |          |  |                |                             |
| Brasil         |  | 92 - 74  |  | Croácia        | Abdi İpekçi Arena, Istambul |
| Estados Unidos |  | 92 - 57  |  | Tunísia        | Abdi İpekçi Arena, Istambul |
| Eslovênia      |  | 65 - 60  |  | Irã            | Abdi İpekçi Arena, Istambul |

### Grupo C (Ankara)
| Pos. | Seleção         | Pts | J | V | D | PM  | PS  | Dif  | CD  | PA     |
| ---- | --------------- | --- | - | - | - | --- | --- | ---- | --- | ------ |
| 1    | Turquia         | 10  | 5 | 5 | 0 | 393 | 285 | +108 |     |        |
| 2    | Rússia          | 9   | 5 | 4 | 1 | 365 | 346 | +19  |     |        |
| 3    | Grécia          | 8   | 5 | 3 | 2 | 403 | 370 | +33  |     |        |
| 4    | China           | 6   | 5 | 1 | 4 | 360 | 422 | -62  | 1–1 | 1,0127 |
| 5    | Porto Rico      | 6   | 5 | 1 | 4 | 386 | 401 | -15  | 1–1 | 0,9939 |
| 6    | Costa do Marfim | 6   | 5 | 1 | 4 | 334 | 417 | -83  | 1–1 | 0,9938 |

| 28 de agosto    |  |         |  |                 |                      |
| Grécia          |  | 89 - 81 |  | China           | Ankara Arena, Ankara |
| Rússia          |  | 75 - 66 |  | Porto Rico      | Ankara Arena, Ankara |
| Costa do Marfim |  | 47 - 86 |  | Turquia         | Ankara Arena, Ankara |
| 29 de agosto    |  |         |  |                 |                      |
| China           |  | 83 - 73 |  | Costa do Marfim | Ankara Arena, Ankara |
| Porto Rico      |  | 80 - 83 |  | Grécia          | Ankara Arena, Ankara |
| Turquia         |  | 65 - 56 |  | Rússia          | Ankara Arena, Ankara |
| 31 de agosto    |  |         |  |                 |                      |
| Porto Rico      |  | 84 - 76 |  | China           | Ankara Arena, Ankara |
| Rússia          |  | 72 - 66 |  | Costa do Marfim | Ankara Arena, Ankara |
| Grécia          |  | 65 - 76 |  | Turquia         | Ankara Arena, Ankara |
| 1 de setembro   |  |         |  |                 |                      |
| China           |  | 80 - 89 |  | Rússia          | Ankara Arena, Ankara |
| Turquia         |  | 79 - 77 |  | Porto Rico      | Ankara Arena, Ankara |
| Costa do Marfim |  | 60 - 97 |  | Grécia          | Ankara Arena, Ankara |
| 2 de setembro   |  |         |  |                 |                      |
| Turquia         |  | 87 - 40 |  | China           | Ankara Arena, Ankara |
| Grécia          |  | 69 - 73 |  | Rússia          | Ankara Arena, Ankara |
| Porto Rico      |  | 79 - 88 |  | Costa do Marfim | Ankara Arena, Ankara |

### Grupo D (Izmir)
| Pos. | Seleção       | Pts | J | V | D | PM  | PS  | Dif  | CD  | PA     |
| ---- | ------------- | --- | - | - | - | --- | --- | ---- | --- | ------ |
| 1    | Lituânia      | 10  | 5 | 5 | 0 | 391 | 341 | +50  |     |        |
| 2    | Espanha       | 8   | 5 | 3 | 2 | 420 | 356 | +64  | 1–1 | 1,0705 |
| 3    | Nova Zelândia | 8   | 5 | 3 | 2 | 424 | 400 | +24  | 1–1 | 0,9708 |
| 4    | França        | 8   | 5 | 3 | 2 | 351 | 339 | +12  | 1–1 | 0,9595 |
| 5    | Líbano        | 6   | 5 | 1 | 4 | 339 | 440 | -101 |     |        |
| 6    | Canadá        | 5   | 5 | 0 | 5 | 330 | 379 | -49  |     |        |

| 28 de agosto  |  |          |  |               |                                    |
| Nova Zelândia |  | 79 - 92  |  | Lituânia      | İzmir Halkapınar Sport Hall, Izmir |
| Canadá        |  | 71 - 81  |  | Líbano        | İzmir Halkapınar Sport Hall, Izmir |
| França        |  | 72 - 66  |  | Espanha       | İzmir Halkapınar Sport Hall, Izmir |
| 29 de agosto  |  |          |  |               |                                    |
| Lituânia      |  | 70 - 68  |  | Canadá        | İzmir Halkapınar Sport Hall, Izmir |
| Espanha       |  | 101 - 84 |  | Nova Zelândia | İzmir Halkapınar Sport Hall, Izmir |
| Líbano        |  | 59 - 86  |  | França        | İzmir Halkapınar Sport Hall, Izmir |
| 31 de agosto  |  |          |  |               |                                    |
| Espanha       |  | 73 - 76  |  | Lituânia      | İzmir Halkapınar Sport Hall, Izmir |
| França        |  | 68 - 63  |  | Canadá        | İzmir Halkapınar Sport Hall, Izmir |
| Nova Zelândia |  | 108 - 76 |  | Líbano        | İzmir Halkapınar Sport Hall, Izmir |
| 1 de setembro |  |          |  |               |                                    |
| Lituânia      |  | 69 - 55  |  | França        | İzmir Halkapınar Sport Hall, Izmir |
| Líbano        |  | 57 - 91  |  | Espanha       | İzmir Halkapınar Sport Hall, Izmir |
| Canadá        |  | 61 - 71  |  | Nova Zelândia | İzmir Halkapınar Sport Hall, Izmir |
| 2 de setembro |  |          |  |               |                                    |
| Líbano        |  | 66 - 84  |  | Lituânia      | İzmir Halkapınar Sport Hall, Izmir |
| Nova Zelândia |  | 82 - 70  |  | França        | İzmir Halkapınar Sport Hall, Izmir |
| Espanha       |  | 89 - 67  |  | Canadá        | İzmir Halkapınar Sport Hall, Izmir |

## Fase Final (Istambul)
|  | Oitavas de final | Oitavas de final |                |     | Quartas de final | Quartas de final |                |                | Semifinais | Semifinais |  |  | Final | Final |
|  |                  |                  |                |     |                  |                  |                |                |            |            |  |  |       |       |
|  | 4 de setembro    |                  |                |     |                  |                  |                |                |            |            |  |  |       |       |
|  |                  |                  |                |     |                  |                  |                |                |            |            |  |  |       |       |
|  | Sérvia           | 73               |                |     |                  |                  |                |                |            |            |  |  |       |       |
|  | Sérvia           | 73               | 8 de setembro  |     |                  |                  |                |                |            |            |  |  |       |       |
|  | Croácia          | 72               |                |     |                  |                  |                |                |            |            |  |  |       |       |
|  | Croácia          | 72               | Sérvia         | 92  |                  |                  |                |                |            |            |  |  |       |       |
|  | 4 de setembro    |                  | Sérvia         | 92  |                  |                  |                |                |            |            |  |  |       |       |
|  |                  | Espanha          | 89             |     |                  |                  |                |                |            |            |  |  |       |       |
|  | Espanha          | Espanha          | 89             | 80  |                  |                  |                |                |            |            |  |  |       |       |
|  | Espanha          |                  | 11 de setembro | 80  |                  |                  |                |                |            |            |  |  |       |       |
|  | Grécia           | 72               |                |     |                  |                  |                |                |            |            |  |  |       |       |
|  | Grécia           | 72               | Sérvia         | 82  |                  |                  |                |                |            |            |  |  |       |       |
|  | 5 de setembro    |                  | Sérvia         | 82  |                  |                  |                |                |            |            |  |  |       |       |
|  |                  | Turquia          | 83             |     |                  |                  |                |                |            |            |  |  |       |       |
|  | Turquia          | Turquia          | 83             | 95  |                  |                  |                |                |            |            |  |  |       |       |
|  | Turquia          | 8 de setembro    |                | 95  |                  |                  |                |                |            |            |  |  |       |       |
|  | França           | 66               |                |     |                  |                  |                |                |            |            |  |  |       |       |
|  | França           | 66               | Turquia        | 95  |                  |                  |                |                |            |            |  |  |       |       |
|  | 5 de setembro    |                  | Turquia        | 95  |                  |                  |                |                |            |            |  |  |       |       |
|  |                  | Eslovênia        | 68             |     |                  |                  |                |                |            |            |  |  |       |       |
|  | Eslovênia        | Eslovênia        | 68             | 87  |                  |                  |                |                |            |            |  |  |       |       |
|  | Eslovênia        |                  | 12 de setembro | 87  |                  |                  |                |                |            |            |  |  |       |       |
|  | Austrália        | 58               |                |     |                  |                  |                |                |            |            |  |  |       |       |
|  | Austrália        | 58               | Turquia        | 64  |                  |                  |                |                |            |            |  |  |       |       |
|  | 6 de setembro    |                  | Turquia        | 64  |                  |                  |                |                |            |            |  |  |       |       |
|  |                  | Estados Unidos   | 81             |     |                  |                  |                |                |            |            |  |  |       |       |
|  | Estados Unidos   | Estados Unidos   | 81             | 121 |                  |                  |                |                |            |            |  |  |       |       |
|  | Estados Unidos   | 9 de setembro    |                | 121 |                  |                  |                |                |            |            |  |  |       |       |
|  | Angola           | 66               |                |     |                  |                  |                |                |            |            |  |  |       |       |
|  | Angola           | 66               | Estados Unidos | 89  |                  |                  |                |                |            |            |  |  |       |       |
|  | 6 de setembro    |                  | Estados Unidos | 89  |                  |                  |                |                |            |            |  |  |       |       |
|  |                  | Rússia           | 79             |     |                  |                  |                |                |            |            |  |  |       |       |
|  | Rússia           | Rússia           | 79             | 78  |                  |                  |                |                |            |            |  |  |       |       |
|  | Rússia           |                  | 11 de setembro | 78  |                  |                  |                |                |            |            |  |  |       |       |
|  | Nova Zelândia    | 56               |                |     |                  |                  |                |                |            |            |  |  |       |       |
|  | Nova Zelândia    | 56               | Estados Unidos | 89  |                  |                  |                |                |            |            |  |  |       |       |
|  | 7 de setembro    |                  | Estados Unidos | 89  |                  |                  |                |                |            |            |  |  |       |       |
|  |                  | Lituânia         | 74             |     | Terceiro lugar   | Terceiro lugar   |                |                |            |            |  |  |       |       |
|  | Lituânia         | Lituânia         | 74             | 78  | Terceiro lugar   | Terceiro lugar   |                |                |            |            |  |  |       |       |
|  | Lituânia         | 9 de setembro    | 9 de setembro  | 78  |                  |                  | 12 de setembro | 12 de setembro |            |            |  |  |       |       |
|  | China            | 9 de setembro    | 9 de setembro  | 67  |                  |                  | 12 de setembro | 12 de setembro |            |            |  |  |       |       |
|  | China            | Lituânia         | 104            | 67  | Sérvia           | 88               |                |                |            |            |  |  |       |       |
|  | 7 de setembro    | Lituânia         | 104            |     | Sérvia           | 88               |                |                |            |            |  |  |       |       |
|  |                  | Argentina        | 85             |     | Lituânia         | 99               |                |                |            |            |  |  |       |       |
|  | Argentina        | Argentina        | 85             | 93  | Lituânia         | 99               |                |                |            |            |  |  |       |       |
|  | Argentina        |                  |                | 93  |                  |                  |                |                |            |            |  |  |       |       |
|  | Brasil           | 89               |                |     |                  |                  |                |                |            |            |  |  |       |       |
|  | Brasil           | 89               |                |     |                  |                  |                |                |            |            |  |  |       |       |

Disputa do 5º ao 8º lugar
|  | Classificação  | Classificação  |    |                | Disputa do 5º lugar | Disputa do 5º lugar |  |
|  |                |                |    |                |                     |                     |  |
|  | 10 de setembro |                |    |                |                     |                     |  |
|  | Espanha        | 97             |    |                |                     |                     |  |
|  | Eslovênia      | 80             |    |                |                     |                     |  |
|  |                |                |    |                |                     |                     |  |
|  |                |                |    |                | 12 de setembro      |                     |  |
|  |                |                |    |                | Espanha             | 81                  |  |
|  |                | Argentina      | 86 |                |                     |                     |  |
|  |                |                |    |                |                     |                     |  |
|  |                |                |    |                |                     |                     |  |
|  |                |                |    |                | Disputa do 7º lugar |                     |  |
|  | 10 de setembro | 10 de setembro |    | 11 de setembro | 11 de setembro      |                     |  |
|  | Rússia         | 61             |    | Eslovênia      | 83                  |                     |  |
|  | Argentina      | 73             |    |                | Rússia              | 78                  |  |

### Oitavas de final
| 4 de setembro 18:00 | Relatório | Sérvia                                       | 73–72 | Croácia |  | Sinan Erdem Dome, Istambul Público: 15.000 |  |
| 4 de setembro 18:00 | Relatório | Placar por quarto: 19–27, 15–9, 20–14, 19–22 |       |         |  | Sinan Erdem Dome, Istambul Público: 15.000 |  |

| 4 de setembro 21:00 | Relatório | Espanha                                       | 80–72 | Grécia |  | Sinan Erdem Dome, Istambul Público: 15.000 |  |
| 4 de setembro 21:00 | Relatório | Placar por quarto: 22–19, 15–12, 15–20, 28–21 |       |        |  | Sinan Erdem Dome, Istambul Público: 15.000 |  |

| 5 de setembro 18:00 | Relatório | Eslovênia                                    | 87–58 | Austrália |  | Sinan Erdem Dome, Istambul Público: 15.000 |  |
| 5 de setembro 18:00 | Relatório | Placar por quarto: 16–8, 26–13, 29–24, 16–13 |       |           |  | Sinan Erdem Dome, Istambul Público: 15.000 |  |

| 5 de setembro 21:00 | Relatório | Turquia                                       | 95–77 | França |  | Sinan Erdem Dome, Istambul Público: 15.000 |  |
| 5 de setembro 21:00 | Relatório | Placar por quarto: 19–14, 24–14, 28–17, 24–32 |       |        |  | Sinan Erdem Dome, Istambul Público: 15.000 |  |

| 6 de setembro 18:00 | Relatório | Estados Unidos                                | 121–66 | Angola |  | Sinan Erdem Dome, Istambul Público: 15.000 |  |
| 6 de setembro 18:00 | Relatório | Placar por quarto: 33–13, 32–25, 26–18, 30–10 |        |        |  | Sinan Erdem Dome, Istambul Público: 15.000 |  |

| 6 de setembro 21:00 | Relatório | Rússia                                        | 78–56 | Nova Zelândia |  | Sinan Erdem Dome, Istambul Público: 15.000 |  |
| 6 de setembro 21:00 | Relatório | Placar por quarto: 13–15, 18–12, 20–13, 27–16 |       |               |  | Sinan Erdem Dome, Istambul Público: 15.000 |  |

| 7 de setembro 18:00 | Relatório | Lituânia                                      | 78–67 | China |  | Sinan Erdem Dome, Istambul Público: 15.000 |  |
| 7 de setembro 18:00 | Relatório | Placar por quarto: 17–22, 26–18, 21–11, 14–16 |       |       |  | Sinan Erdem Dome, Istambul Público: 15.000 |  |

| 7 de setembro 21:00 | Relatório | Argentina                                     | 93–89 | Brasil |  | Sinan Erdem Dome, Istambul Público: 15.000 |  |
| 7 de setembro 21:00 | Relatório | Placar por quarto: 25–25, 21–23, 20–18, 27–23 |       |        |  | Sinan Erdem Dome, Istambul Público: 15.000 |  |

### Quartas de final
| 8 de setembro 18:00 | Relatório | Sérvia                                        | 92–89 | Espanha |  | Sinan Erdem Dome, Istambul Público: 15.000 |  |
| 8 de setembro 18:00 | Relatório | Placar por quarto: 27-23, 22-18, 18-23, 25-25 |       |         |  | Sinan Erdem Dome, Istambul Público: 15.000 |  |

| 8 de setembro 21:00 | Relatório | Turquia                                       | 95–68 | Eslovênia |  | Sinan Erdem Dome, Istambul Público: 15.000 |  |
| 8 de setembro 21:00 | Relatório | Placar por quarto: 27-14, 23-17, 21-12, 24-25 |       |           |  | Sinan Erdem Dome, Istambul Público: 15.000 |  |

| 9 de setembro 18:00 | Relatório | Estados Unidos                                | 89–79 | Rússia |  | Sinan Erdem Dome, Istambul Público: 15.000 |  |
| 9 de setembro 18:00 | Relatório | Placar por quarto: 25–25, 19–14, 26–17, 19–23 |       |        |  | Sinan Erdem Dome, Istambul Público: 15.000 |  |

| 9 de setembro 21:00 | Relatório | Lituânia                                      | 104–85 | Argentina |  | Sinan Erdem Dome, Istambul Público: 15.000 |  |
| 9 de setembro 21:00 | Relatório | Placar por quarto: 28–18, 22–12, 35–23, 19–32 |        |           |  | Sinan Erdem Dome, Istambul Público: 15.000 |  |

### Classificação (5º ao 8º lugar)
| 10 de setembro 18:00 | Relatório | Espanha                                       | 97–80 | Eslovênia |  | Sinan Erdem Dome, Istambul Público: 15.000 |  |
| 10 de setembro 18:00 | Relatório | Placar por quarto: 16–23, 22-18, 26–21, 33–18 |       |           |  | Sinan Erdem Dome, Istambul Público: 15.000 |  |

| 10 de setembro 21:00 | Relatório | Rússia                                       | 61–73 | Argentina |  | Sinan Erdem Dome, Istambul Público: 15.000 |  |
| 10 de setembro 21:00 | Relatório | Placar por quarto: 11–15, 22–21, 19–18, 9–19 |       |           |  | Sinan Erdem Dome, Istambul Público: 15.000 |  |

### Disputa do 7º lugar
| 11 de setembro 15:00 | Relatório | Eslovênia                                    | 78–83 | Rússia |  | Sinan Erdem Dome, Istambul Público: 15.000 |  |
| 11 de setembro 15:00 | Relatório | Placar por quarto: 23–21, 14–9, 22–22, 19–31 |       |        |  | Sinan Erdem Dome, Istambul Público: 15.000 |  |

### Disputa do 5º lugar
| 12 de setembro 15:00 | Relatório | Espanha                                       | 81–86 | Argentina |  | Sinan Erdem Dome, Istambul Público: 15.000 |  |
| 12 de setembro 15:00 | Relatório | Placar por quarto: 16–23, 16–26, 30-16, 19-21 |       |           |  | Sinan Erdem Dome, Istambul Público: 15.000 |  |

### Semi finais
| 11 de setembro 19:00 | Relatório | Estados Unidos                                | 89–74 | Lituânia |  | Sinan Erdem Dome, Istambul Público: 15.000 |  |
| 11 de setembro 19:00 | Relatório | Placar por quarto: 23–12, 19–15, 23–26, 24–21 |       |          |  | Sinan Erdem Dome, Istambul Público: 15.000 |  |

| 11 de setembro 21:30 | Relatório | Sérvia                                        | 82–83 | Turquia |  | Sinan Erdem Dome, Istambul Público: 15.000 |  |
| 11 de setembro 21:30 | Relatório | Placar por quarto: 20–17, 22–18, 21–25, 19–23 |       |         |  | Sinan Erdem Dome, Istambul Público: 15.000 |  |

### Disputa do 3º lugar
| 12 de setembro 19:00 | Relatório | Sérvia                                        | 88–99 | Lituânia |  | Sinan Erdem Dome, Istambul Público: 15.000 |  |
| 12 de setembro 19:00 | Relatório | Placar por quarto: 22–23, 16–25, 16–24, 32–27 |       |          |  | Sinan Erdem Dome, Istambul Público: 15.000 |  |

### Final
| 12 de setembro 21:30 | Relatório | Turquia                                       | 64–81 | Estados Unidos |  | Sinan Erdem Dome, Istambul Público: 15.000 |  |
| 12 de setembro 21:30 | Relatório | Placar por quarto: 17–22, 15–20, 16–19, 16–20 |       |                |  | Sinan Erdem Dome, Istambul Público: 15.000 |  |

## Classificação Final
| Campeão | Vice-campeão | Terceiro lugar |
| Estados Unidos Chauncey Billups Kevin Durant Derrick Rose Russell Westbrook Rudy Gay Andre Iguodala Danny Granger Stephen Curry Eric Gordon Kevin Love Lamar Odom Tyson Chandler | Turquia Cenk Akyol Sinan Güler Barış Ermiş Ömer Onan Ersan İlyasova Semih Erden Kerem Tunçeri Oğuz Savaş Kerem Gönlüm Ender Arslan Ömer Aşık Hedo Türkoğlu | Lituânia Renaldas Seibutis Mantas Kalnietis Jonas Mačiulis Martynas Pocius Martynas Gecevičius Tomas Delininkaitis Simas Jasaitis Linas Kleiza Tadas Klimavičius Paulius Jankūnas Martynas Andriuškevičius Robertas Javtokas |

| Posição                         | Equipe          | Campanha (V-D) | Desempate Pontos Average |
| ------------------------------- | --------------- | -------------- | ------------------------ |
| Campeão                         | Estados Unidos  | 9-0            |                          |
| Vice-campeão                    | Turquia         | 8-1            |                          |
| Eliminados na semi-final        |                 |                |                          |
| Terceiro lugar                  | Lituânia        | 8-1            |                          |
| 4                               | Sérvia          | 6-3            |                          |
| Eliminados nas quartas de final |                 |                |                          |
| 5                               | Argentina       | 7-2            |                          |
| 6                               | Espanha         | 5-4            |                          |
| 7                               | Russia          | 6-3            |                          |
| 8                               | Eslovênia       | 5-4            |                          |
| Eliminados nas oitavas de final |                 |                |                          |
| 9                               | Brasil          | 3-3            | 1.089                    |
| 10                              | Grécia          | 3-3            | 1.055                    |
| 11                              | Austrália       | 3-3            | 1.025                    |
| 12                              | Nova Zelândia   | 3-3            | 1.004                    |
| 13                              | França          | 3-3            | 0.986                    |
| 14                              | Croácia         | 2-4            | 0.973                    |
| 15                              | Angola          | 2-4            | 0.773                    |
| 16                              | China           | 1-5            |                          |
| Eliminados na 1ª Fase           |                 |                |                          |
| 17                              | Alemanha        | 2-3            |                          |
| 18                              | Porto Rico      | 1-4            | 0.9625                   |
| 19                              | Irã             | 1-4            | 0.8201                   |
| 20                              | Líbano          | 1-4            | 0.7704                   |
|                                 |                 |                |                          |
| 21                              | Costa do Marfim | 1-4            |                          |
| 22                              | Canadá          | 0-5            | 0.8707                   |
| 23                              | Jordânia        | 0-5            | 0.8094                   |
| 24                              | Tunísia         | 0-5            | 0.7248                   |

## Estatísticas

### Estatísticas individuais
| Posição | Jogador                 | Pontos por jogo |
| ------- | ----------------------- | --------------- |
| 1       | ARG Luis Scola          | 27,1            |
| 2       | NZL Kirk Penney         | 24,7            |
| 3       | USA Kevin Durant        | 22,8            |
| 4       | ARG Carlos Delfino      | 20,6            |
| 5       | CHN Yi Jianlian         | 20,2            |
| 6       | IRI Hamed Haddadi       | 20,0            |
| 7       | LTU Linas Kleiza        | 19,0            |
| 8       | ESP Juan Carlos Navarro | 16,9            |
| 9       | PUR José Juan Barea     | 16,8            |
| 10      | BRA Leandro Barbosa     | 16,2            |

| Posição | Jogador                               | Rebotes por jogo |
| ------- | ------------------------------------- | ---------------- |
| 1       | CHN Yi Jianlian                       | 10,2             |
| 2       | IRI Hamed Haddadi                     | 8,6              |
| 3       | JOR Zaid Abbas                        | 8,4              |
| 4       | ARG Luis Scola                        | 7,9              |
| 5       | USA Lamar Odom                        | 7,7              |
| 6       | TUR Ersan İlyasova                    | 7,6              |
| 7       | CAN Levon Kendall                     | 7,6              |
| 8       | SRB Nenad Krstić                      | 7,5              |
| 9       | IRI Arsalan Kazemi AUS David Andersen | 7,4              |

| Posição | Jogador                              | Assistências por jogo |
| ------- | ------------------------------------ | --------------------- |
| 1       | ARG Pablo Prigioni                   | 6,4                   |
| 2       | BRA Marcelo Huertas                  | 5,8                   |
| 3       | SRB Miloš Teodosić                   | 5,6                   |
| 4       | JOR Osama Daghlas                    | 5,6                   |
| 5       | PUR José Juan Barea                  | 5,4                   |
| 6       | ESP Ricky Rubio RUS Anton Ponkrashov | 5,1                   |
| 8       | CIV Mouloukou Diabate                | 4,4                   |
| 9       | AUS Patrick Mills                    | 4,2                   |
| 10      | CRO Goran Dragić                     | 4,1                   |

| Posição | Jogador                                      | Roubos por jogo |
| ------- | -------------------------------------------- | --------------- |
| 1       | IRI Arsalan Kazemi                           | 2,8             |
| 2       | LBN Ali Mahmoud                              | 2,6             |
| 3       | CIV Mouloukou Diabate                        | 2,4             |
| 4       | TUR Sinan Güler                              | 2,1             |
| 5       | ARG Pablo Prigioni ARG Carlos Delfino        | 2,0             |
| 7       | BRA Leandro Barbosa CHN Sun Yue              | 2,0             |
| 9       | TUN Makrem Ben Romdhane ANG Olimpio Cipriano | 2,0             |

| Posição | Jogador                          | Bloqueios por jogo |
| ------- | -------------------------------- | ------------------ |
| 1       | CIV Mamadou Lamizana             | 3,2                |
| 2       | IRI Hamed Haddadi                | 2,6                |
| 3       | ESP Marc Gasol                   | 2,3                |
| 4       | CAN Joel Anthony TUN Salah Mejri | 2,2                |
| 6       | ESP Fran Vazquez                 | 1,6                |
| 7       | RUS Sergey Monya                 | 1,3                |
| 8       | TUR Ömer Aşık                    | 1,2                |
| 9       | RUS Timofey Mozgov               | 1,0                |
| 10      | AUS Matthew Nielsen              | 1,0                |

| Posição | Jogador                             | Minutos por jogo |
| ------- | ----------------------------------- | ---------------- |
| 1       | ARG Carlos Delfino                  | 36,3             |
| 2       | CHN Liu Wei                         | 36,0             |
| 3       | ARG Luis Scola                      | 35,9             |
| 4       | CIV Mouloukou Diabate               | 35,4             |
| 5       | CHN Yi Jianlian                     | 35,0             |
| 6       | JOR Osama Daghlas                   | 34,4             |
| 7       | JOR Rasheim Wright                  | 33,8             |
| 8       | IRI Hamed Haddadi                   | 32,6             |
| 9       | IRI Javad Davari LBN Fadi El Khatib | 32,2             |

### Recordes individuais
| Fundamento                    | Jogador                                                                 | Total        | Oponente                                                         |
| ----------------------------- | ----------------------------------------------------------------------- | ------------ | ---------------------------------------------------------------- |
| Pontos                        | USA Kevin Durant                                                        | 38           | Lituânia (09/11)                                                 |
| Rebotes                       | ANG Joaquim Gomes RUS Sasha Kaun IRI Arsalan Kazemi CHN Yi Jianlian     | 14           | Alemanha (01/09) China (01/09) Eslovênia (02/09) Grécia (28/08)  |
| Assistências                  | RUS Anton Ponkrashov ESP Ricky Rubio SRB Miloš Teodosić                 | 11           | Porto Rico (28/08) Nova Zelândia (29/08) Turquia (09/11)         |
| Roubos                        | TUR Sinan Güler                                                         | 8            | China (02/09)                                                    |
| Bloqueios                     | IRI Hamed Haddadi CIV Herve Lamizana CIV Herve Lamizana TUN Salah Mejri | 5            | Brasil (28/08) Porto Rico (02/09) Turquia (28/08) Brasil (29/08) |
| Aproveitamento de quadra      | ESP Fran Vazquez                                                        | 100% (9/9)   | Canadá (02/09)                                                   |
| Aproveitamento de 3 pontos    | TUR Ersan İlyasova                                                      | 100% (6/6)   | Grécia (31/08)                                                   |
| Aproveitamento de lance livre | RUS Anton Ponkrashov                                                    | 100% (10/10) | Porto Rico (28/08)                                               |
| Bolas perdidas                | USA Kevin Durant                                                        | 7            | Brasil (30/08)                                                   |

### Estatísticas por equipe
| Posição | Equipe         | Pontos por jogo |
| ------- | -------------- | --------------- |
| 1       | Estados Unidos | 92,8            |
| 2       | Sérvia         | 88,9            |
| 3       | Espanha        | 95,2            |
| 4       | Argentina      | 83,3            |
| 5       | Lituânia       | 82,9            |

| Posição | Equipe         | Pontos por jogo |
| ------- | -------------- | --------------- |
| 1       | Turquia        | 65,9            |
| 2       | Estados Unidos | 68,2            |
| 3       | Rússia         | 71,3            |
| 4       | Austrália      | 71,3            |
| 5       | França         | 72,3            |

| Posição | Equipe         | Rebotes por jogo |
| ------- | -------------- | ---------------- |
| 1       | Estados Unidos | 41,7             |
| 2       | Porto Rico     | 40,4             |
| 3       | Lituânia       | 37,8             |
| 4       | Sérvia         | 37,2             |
| 4       | Grécia         | 37,0             |

| Posição | Equipe                 | Assistências por jogo |
| ------- | ---------------------- | --------------------- |
| 1       | Estados Unidos Espanha | 18,2                  |
| 3       | Sérvia                 | 18,1                  |
| 4       | Turquia                | 16,6                  |
| 5       | França                 | 16,0                  |

| Posição | Equipe          | Roubos por jogo |
| ------- | --------------- | --------------- |
| 1       | Estados Unidos  | 10,4            |
| 2       | Costa do Marfim | 8,4             |
| 3       | Brasil          | 8,2             |
| 4       | Turquia         | 8,1             |
| 5       | Líbano          | 7,8             |

| Posição | Equipe          | Bloqueios por jogo |
| ------- | --------------- | ------------------ |
| 1       | Espanha         | 4,9                |
| 2       | Costa do Marfim | 4,8                |
| 3       | Estados Unidos  | 4,0                |
| 4       | Rússia          | 3,8                |
| 5       | Turquia         | 3,4                |

### Recordes por equipes
| Fundamento                    | Equipe                  | Total          | Oponente                               |
| ----------------------------- | ----------------------- | -------------- | -------------------------------------- |
| Pontos                        | Estados Unidos          | 121            | Angola (06/09)                         |
| Rebotes                       | Estados Unidos Lituânia | 50             | Eslovênia (29/08) China (07/09)        |
| Assistências                  | Estados Unidos          | 30             | Angola (06/09)                         |
| Roubos                        | Turquia Estados Unidos  | 15             | Costa do Marfim (28/08) Brasil (30/08) |
| Bloqueios                     | Espanha                 | 9              | Canadá (02/09)                         |
| Aproveitamento de quadra      | Turquia                 | 66,7% (23/48)  | Eslovênia (08/09)                      |
| Aproveitamento de 3 pontos    | Argentina               | 61,1% (11/18)  | Brasil (07/09)                         |
| Aproveitamento de lance livre | Estados Unidos          | 100,0% (10/10) | Tunísia (02/09)                        |
| Bolas perdidas                | Irã Jordânia            | 25             | Estados Unidos (01/09) Angola (29/08)  |

## Seleção do torneio
G - SRB Miloš Teodosić
 
G - TUR Hedo Türkoğlu

F - USA Kevin Durant (MVP do torneio)

F - LTU Linas Kleiza

C - ARG Luis Scola